# Samuel Palmer
Samuel Palmer (27. ledna 1805 – 24. května 1881) byl britský krajinář a grafik. Byl také plodným spisovatelem. Palmer byl klíčovou postavou romantismu v Británii; vlivné byly zvlášť jeho obrazy s venkovskou tematikou.

## Život
Palmer se narodil na Surrey Square u Old Kent Road v Newingtonu v Londýně (nyní Walworth) jako syn Samuela Palmera, knihkupce a někdejšího baptistického kazatele, a Marthy (rozené Gilesové). Vychovávala ho zbožná chůva Mary Wardová. Palmer maloval zhruba od dvanácti let a ve čtrnácti poprvé vystavil svá díla inspirovaná Turnerem na Královské akademii. Dostalo se mu jen málo formálního školení a vzdělání, byl jen krátce studentem Merchant Taylors' School. 18. ledna 1818 náhle zemřela Palmerova matka Martha, což ovlivnilo mladého Palmera po zbytek jeho života. Napsal: „Bylo to, jako by mne ostrý meč rozťal vedví.“

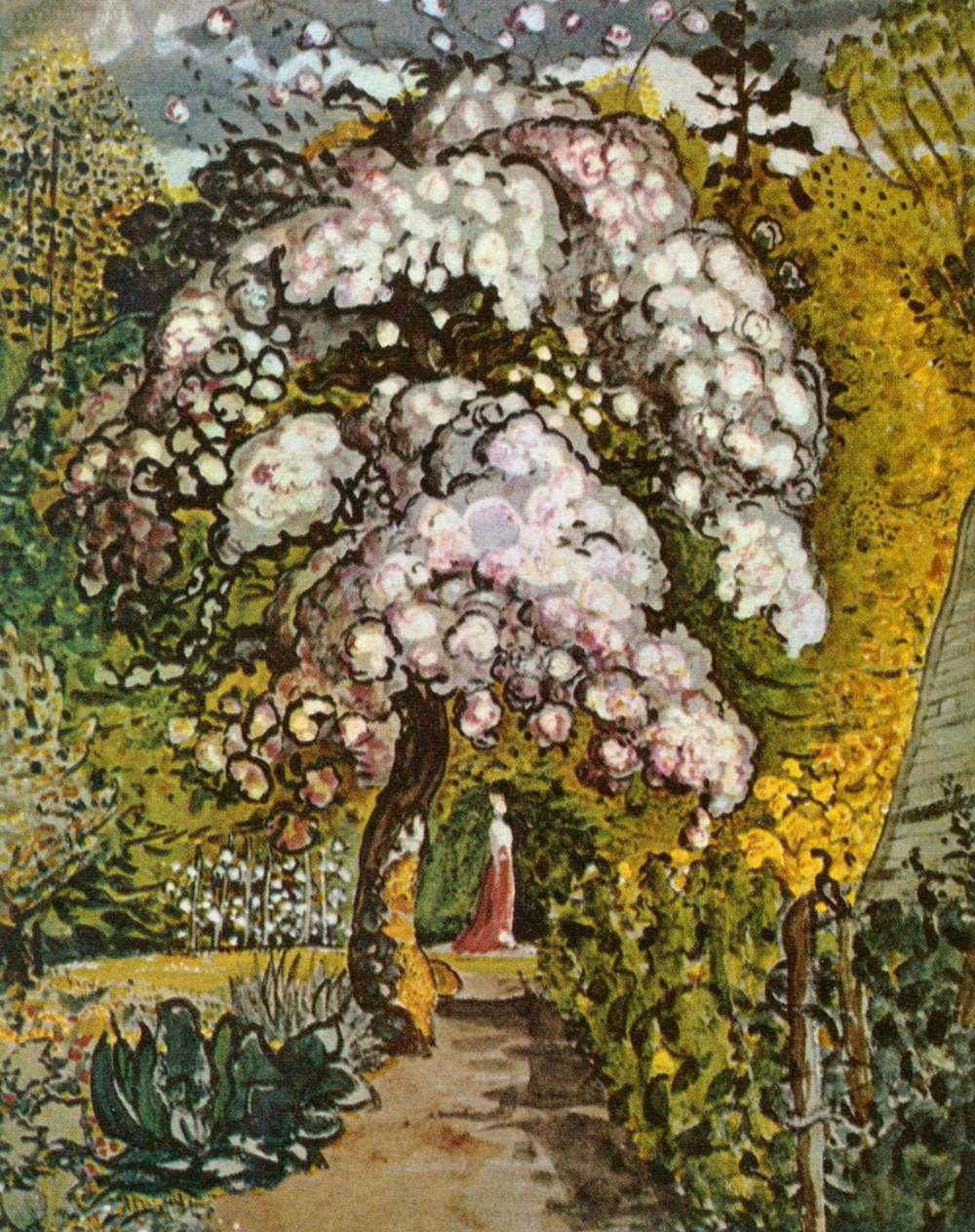
Zahrada ve Shorehamu (kolem roku 1830)

Prostřednictvím Johna Linnella se Palmer v roce 1824 setkal s Williamem Blakem, který pak ovlivnil jeho styl. Maloval krajiny v oblasti kolem Shorehamu na západě Kentu, v níž žil v letech 1826 až 1835. Tamní krajinu ve svých dílech pojímal jako téměř rajskou, tajemnou a vizionářskou, často zobrazenou v sépiových odstínech ve světle měsíce a hvězd. Stal se tam členem skupiny Blakem ovlivněných umělců označované jako The Ancients (kde byli také George Richmond a Edward Calvert). Ti patřili k hrstce lidí, kterým své obrazy ukazoval, protože v důsledku útoků kritiků v roce 1825 přestal vystavovat.
Palmer si nejdříve koupil zchátralou chalupu zvanou Rat Abbey, Krysí opatství. Do oblasti se poté přestěhoval i Palmerův otec, který si nedaleko pronajal polovinu domu zvaného Water House z éry královny Anny, jenž stále stojí u řeky Darent v Shorehamu. Tam se k otcovi připojila Palmerova chůva Mary Wardová, jeho bratr William a v roce 1828 i sám Samuel Palmer. Někdy v té době se zamiloval do čtrnáctileté Hannah Linnellové, kterou si později vzal.

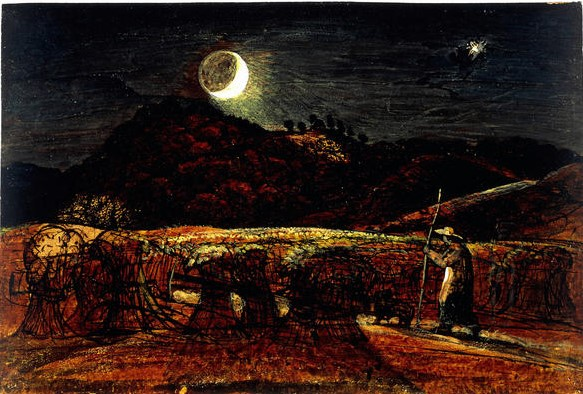
Pole v měsíčním svitu s Večernicí (kolem 1830)

Po otcově smrti se Palmer vrátil roku 1835 do Londýna a využil své dědictví ke koupi domu v Marylebone. Začal malovat konvenčnějším stylem, protože chtěl začít své obrazy prodávat a vydělávat si i soukromým vyučováním. S Hannah, dcerou malíře Johna Linnella, se oženil, když jí bylo devatenáct a jemu dvaatřicet. V té době maloval i v Devonshire a Walesu. Jeho poklidné vnímání anglického venkova narušily násilné rebelie venkovanů na počátku 30. let 19. století. Jeho malé dědictví docházelo a rozhodl se malovat více v souladu s dobovým vkusem, aby sebe a svou ženu uživil. Řídil se přitom radami svého tchána. Linnell, který dříve prokázal pozoruhodné pochopení jedinečnosti génia Williama Blakea, nebyl tak velkorysý vůči svému zeti a projevoval se spíš autoritářsky.
Palmer se zaměřil na akvarel, který si v Anglii získával popularitu. Aby podpořil svou kariéru, pár se v roce 1837 vydal na dvouleté líbánky do Itálie, což umožnily peníze od Haniných rodičů. V Itálii se Palmerova paleta projasnila, někdy se stala až křiklavou, ale vytvořil mnoho kvalitních náčrtů a studií, které později využll při vytváření nových obrazů. Po návratu do Londýna hledal Palmer sponzory, ale s malým úspěchem. Více než dvě desetiletí byl nucen pracovat jako soukromý mistr kreslení, dokud se v roce 1862 nepřestěhoval z Londýna. Když se do Londýna vrátil, zjistil, že jeho zhýralý bratr William mezitím zastavil všechny jeho rané obrazy a Palmer musel zaplatit velkou částku, aby je vykoupil. Podle všeho byl Palmer vynikající učitel, ale práce se studenty zkrátila čas, který mohl věnovat vlastní tvorbě.
Od počátku 60. let 19. století Palmer získal určité uznání kritiky za své pozdější krajiny, které měly nádech raných děl ze Shorehamu – nejpozoruhodnější je lept Osamělá věž (1879). V roce 1854 se stal řádným členem malířské společnosti Water Color Society a její každoroční výstavy mu dávaly pravidelný cíl, na kterém musel pracovat.

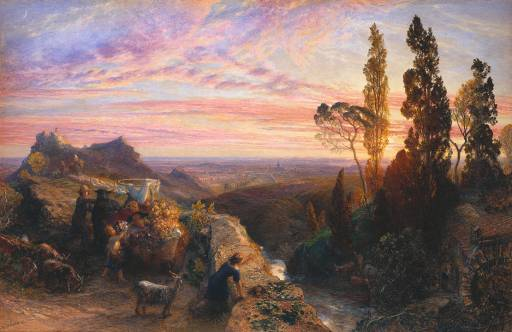
Sen v Apeninách (kolem 1864)

Mezi jeho nejlepší pozdní díla patří série velkých akvarelů ilustrujících Miltonovy básně L'Allegro a Il Penseroso a jeho lepty, médium, se kterým pracoval od roku 1850, včetně řady ilustrující Vergila.

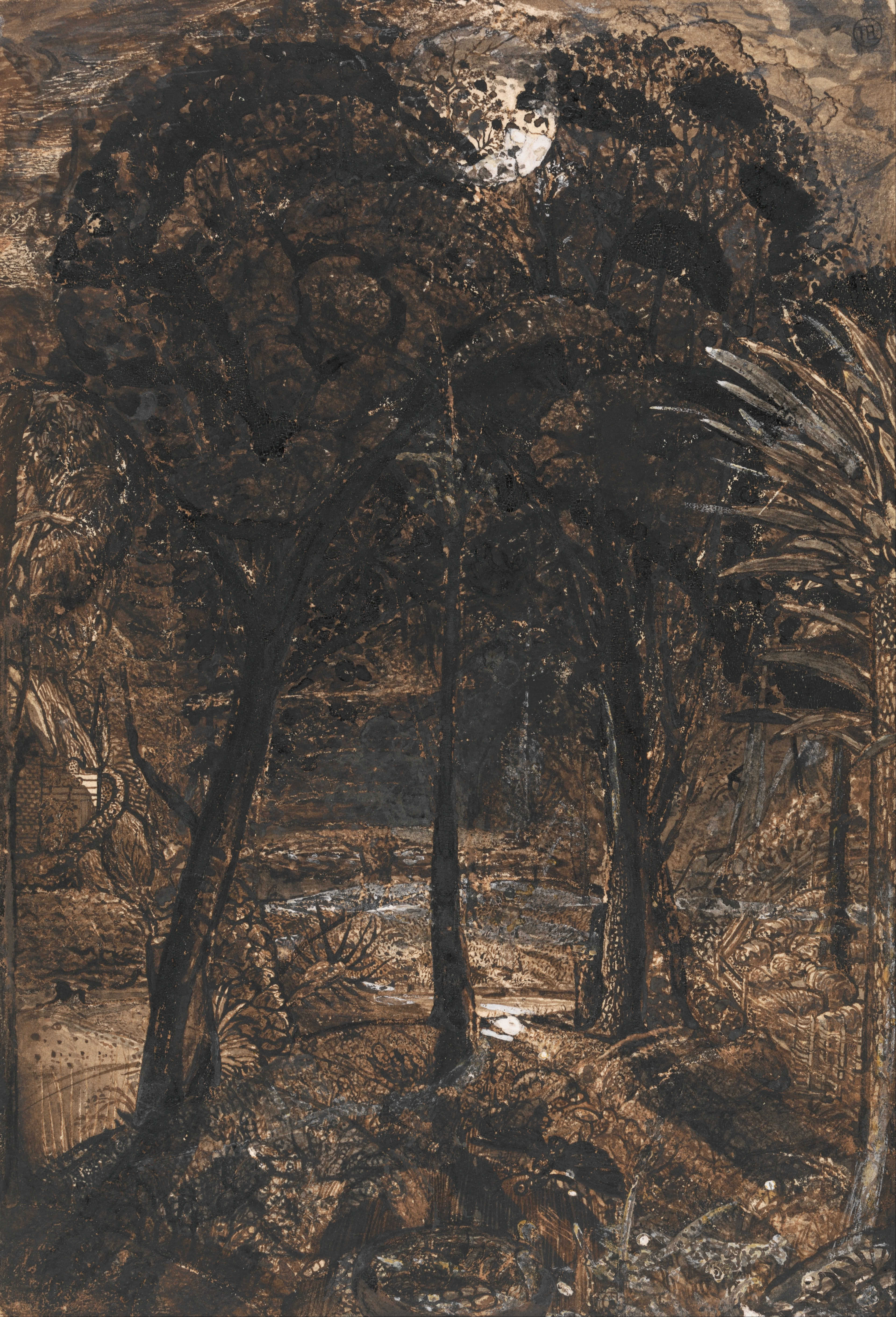
Scéna se zákrutem řeky a měsícem (asi 1827)

Palmerova poslední léta zastínila smrt jeho staršího syna Thomase Mora Palmera v roce 1861, ve věku 19 let – byla to zničující rána, ze které se nikdy úplně nevzpamatoval. Později žil na různých místech, včetně malé chatky a vily v Kensingtonu, pak v Reigate. Ale teprve když se jeho finanční situace trochu stabilizovala, mohl se od roku 1862 přestěhovat do domu Furze Hill House v Redhillu v Surrey. Nemohl si tam však dovolit objednat noviny, což naznačuje, že jeho finanční situace stále byla napjatá.
Palmer zemřel v Redhillu roku 1881 a je pohřben se svou ženou na hřbitově St Mary's v Reigate.